# Polyortha gradatulana
Polyortha gradatulana es una especie de polilla de la familia Tortricidae. Se encuentra en Colombia.